# Manuel Cruz Ortega
Manuel Cruz Ortega, conocido futbolísticamente como Cruz Carrascosa (Jaén, España, 11 de septiembre de 1948), es un exfutbolista español que se desempeñaba como delantero.

## Clubes
| Club                      | País   | Año       |
| ------------------------- | ------ | --------- |
| C.D San Fernando          | España | 1969-1969 |
| Córdoba Club de Fútbol    | España | 1969-1974 |
| Unión Deportiva Salamanca | España | 1974-1975 |
| Recreativo de Huelva      | España | 1975-1976 |
| Terrassa Futbol Club      | España | 1976-1977 |
| Real Jaén                 | España | 1977-1979 |
| Córdoba Club de Fútbol    | España | 1979-1980 |